# 다이와촌
다이와촌(大和村)은 시마네현 중남부에 있던 촌이며 오치군에 속했다.
2004년, 오치정과 합병해 미사토정이 되었다.

## 역사
- 1957년 3월 10일 - 3개의 촌이 합병해 성립하였다.
- 2004년 10월 1일 - 오치정과 합병해 미사토정이 성립하였다. 동일 다이와촌은 폐지되었다.

## 교통

### 철도
- 서일본 여객철도 산코 선

### 도로
- 국도 제375호선 (일본)(일본어판)